# Watzmann
Der Watzmann ist der zentrale Gebirgsstock der Berchtesgadener Alpen. Der höchste Gipfel ist die Watzmann-Mittelspitze (2713 m ü. NHN), zugleich der höchste Punkt im deutschen Teil der Berchtesgadener Alpen. Um den Watzmann und seine Nebengipfel (Kleiner Watzmann bzw. Watzmannfrau und Watzmannkinder) rankt sich die Watzmannsage. Die Watzmann-Ostwand ist die höchste Wand der Ostalpen. Unter den deutschen Hauptgipfeln ist der Watzmann der dritthöchste.

## Lage und Morphologie

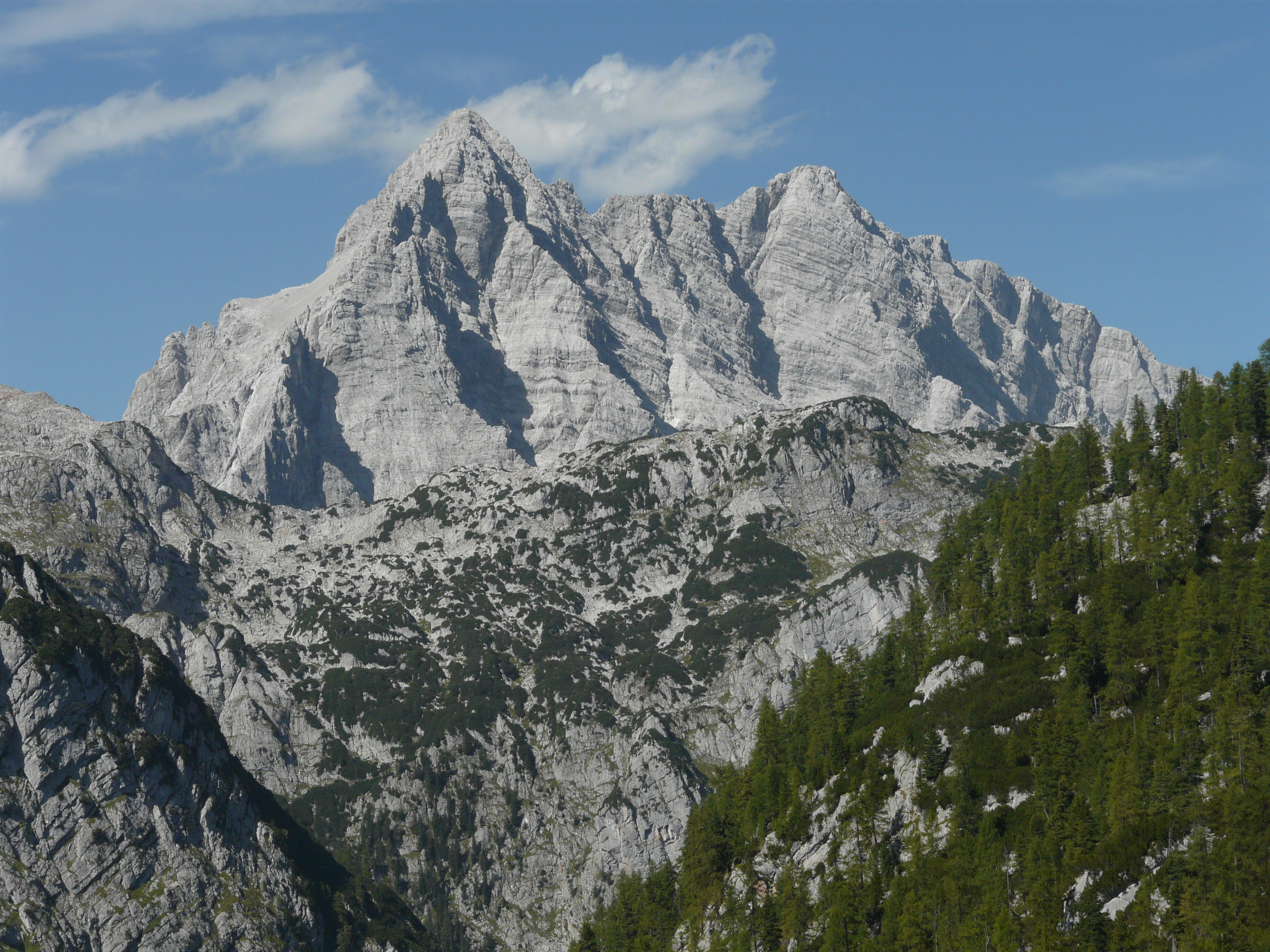
Watzmann von Süden (vom Ofenloch) aus gesehen: Südspitze (links) und Mittelspitze (rechts).

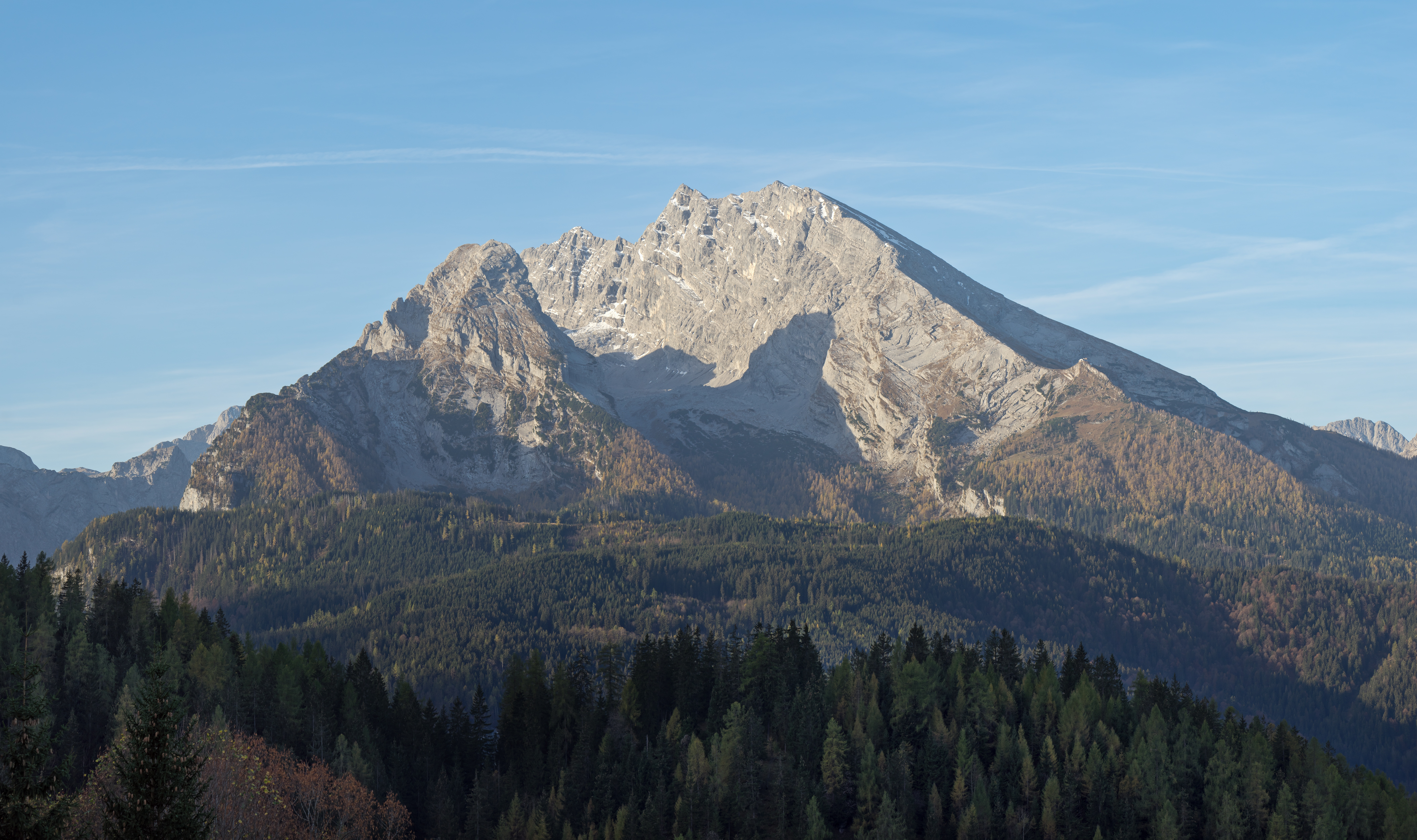
Watzmann von Nordosten (von Dürreck) aus gesehen: Kleiner Watzmann (links) und Großer Watzmann (rechts).

Der Watzmann liegt im äußersten Südosten Oberbayerns im Nationalpark Berchtesgaden in den Gemeinden Ramsau und Schönau am Königssee. Die Gemeindegrenze verläuft über Mittel- und Südspitze. Der Gebirgsstock hat eine Grundfläche von rund 50 km². Der höchste Punkt, die Mittelspitze (2713 m), befindet sich etwa 10 km südwestlich von Berchtesgaden und 30 km südwestlich der am Alpennordrand gelegenen Stadt Salzburg. Westlich des Watzmanns, jenseits des Wimbachtals, erhebt sich der Hochkalter (2607 m), nördlich, jenseits des Tals der Ramsauer Ache, der Tote Mann (1392 m) und südlich der Schneiber (2330 m). Östlich, jenseits des Königssees, liegen der Jenner (1874 m) und der Kahlersberg (2350 m).
Der Watzmann ist nach den Gipfeln des Hochkönigstocks (bis 2941 m) die höchste Erhebung der Berchtesgadener Alpen, die zu den nördlichen Kalkalpen zählen. Der Zugang erfolgt meist von Norden, ausgehend vom Ramsauer Ortsteil Wimbachbrücke oder aus der Hinterschönau vom Parkplatz Hammerstiel über das Watzmannhaus (1928 m). Ramsau bzw. Schönau liegen als Talorte mehr als 2000 Höhenmeter unter dem Gipfel – damit weist der Watzmann eine für die Ostalpen bemerkenswerte Höhendifferenz auf, die alpenweit oft nur von Viertausendern übertroffen wird.

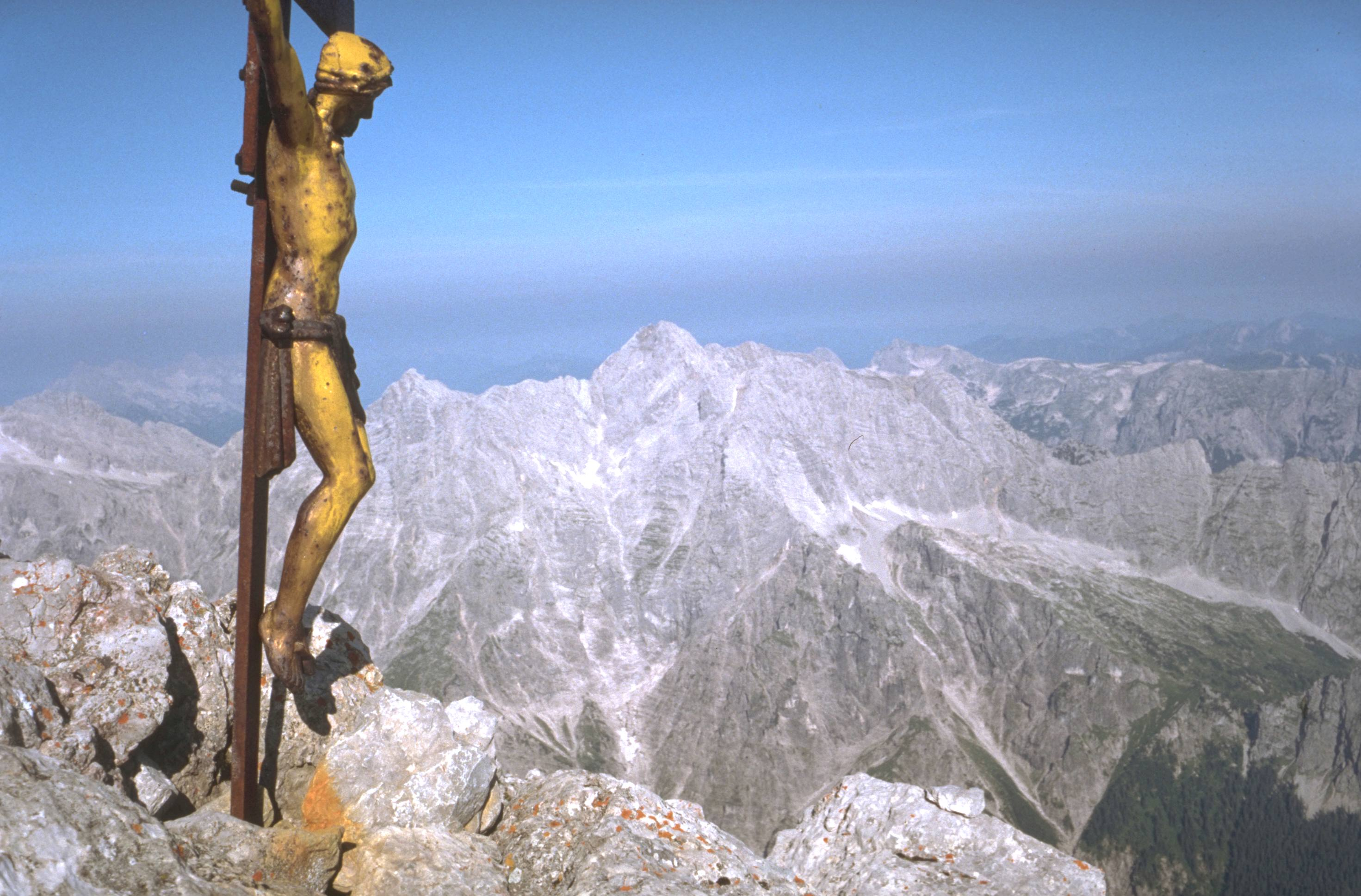
Gipfelkreuz auf dem Hocheck, dahinter der Hochkalter

Das größte Teilmassiv des Watzmanns wird Großer Watzmann genannt. Es besitzt einen etwa 4,5 km langen, annähernd NNO-SSW verlaufenden Hauptgrat, den Watzmanngrat. Dieser verbindet den Hauptgipfel, die Mittelspitze (2713 m), mit der Südspitze (2712 m, früher auch: Schönfeldspitze) und dem Hocheck (2651 m). Abgesehen von diesen drei dominierenden Erhebungen sind vor allem der östlich des Großen Watzmanns gelegene Kleine Watzmann („Watzmannfrau“, 2307 m) und die östlich der Mittelspitze an einem Quergrat aufgereihten Watzmannkinder (max. 2270 m hoch) bekannt (siehe auch: Andere Gipfel des Watzmannmassivs). Der Abschnitt des Watzmanngrates nördlich der Mittelspitze, die Watzmannkinder und der Kleine Watzmann umschließen das Watzmannkar, an dessen oberen Ende sich der sehr kleine Watzmanngletscher befindet (siehe auch Schnee- und Eisfelder am Watzmann).

## Geologie

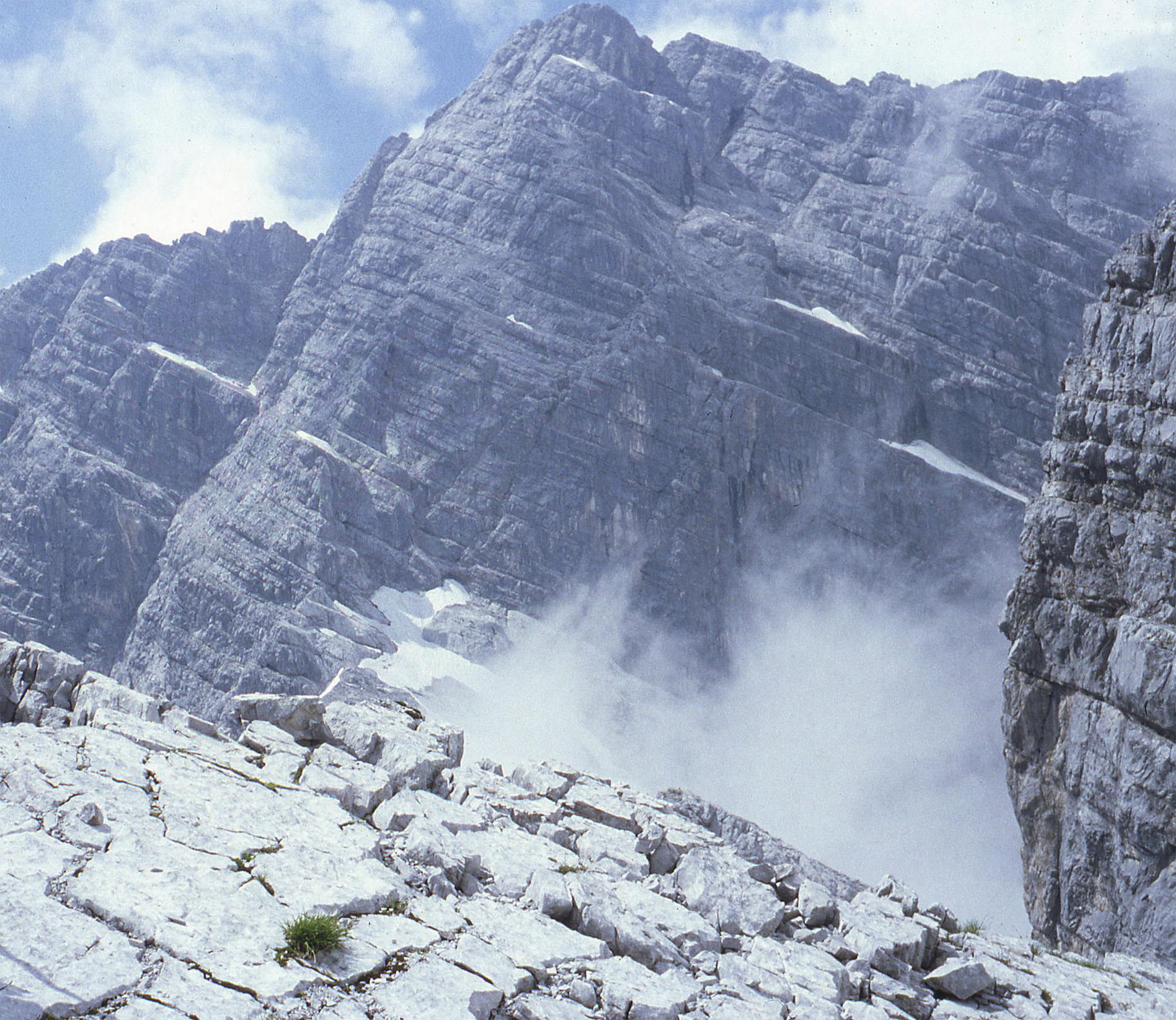
Dachsteinkalk an der Ostwand (vom 3. Kind aus gesehen). Die Bankung des Kalksteins und das mittelsteile Einfallen nach Nord sind sehr deutlich zu erkennen.

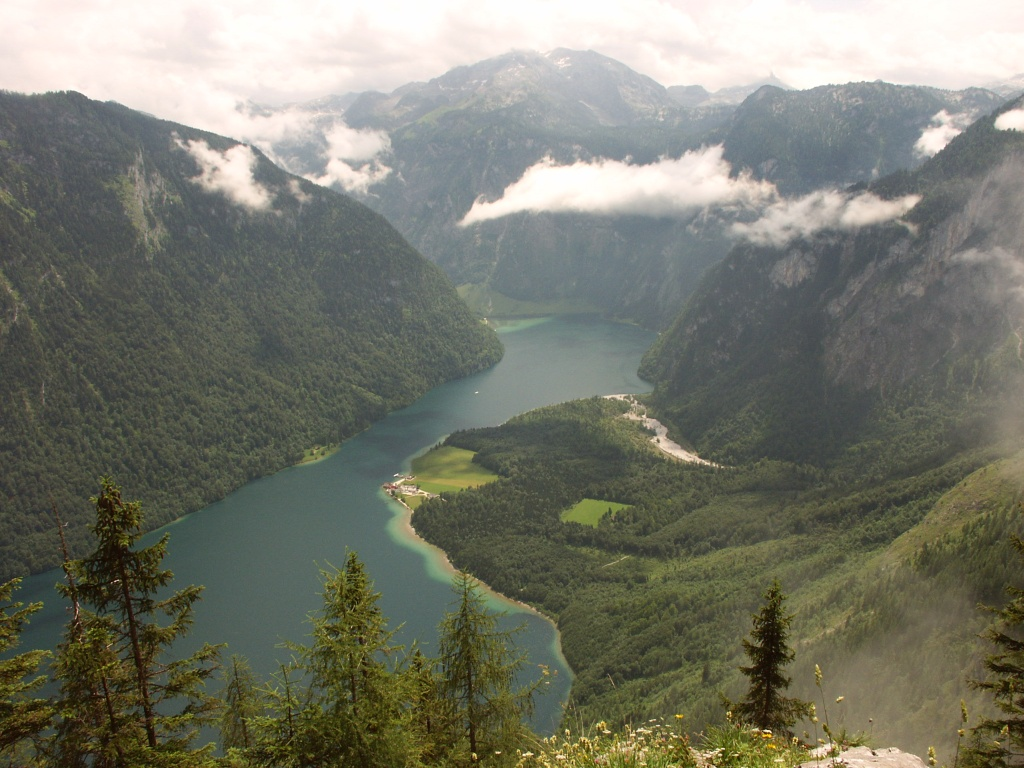
Der weitgehend bewaldete quartäre Schwemmkegel des Eisbaches mit der Kapelle St. Bartholomä nahe dem Ufer des Königssees am Fuß der Ostflanke des Watzmannmassivs

Die Gipfelregionen des Großen und Kleinen Watzmanns bestehen aus relativ verwitterungsresistentem, gebanktem Dachsteinkalk und Plattenkalk. Diese Sedimentgesteine stammen aus der jüngeren Trias (Norium, um 215 mya). Die bankige Schichtung des Dachsteinkalks ist besonders deutlich an der Ostwand zu erkennen. Die ehemals horizontalen Schichten fallen dort heute in einem Winkel von 30 bis 40 Grad nach Norden ein, da sie bei der Alpenentstehung gefaltet wurden. Typisch für diese Kalksteinformationen ist deren Fossilarmut. Lediglich stellenweise finden sich Massenvorkommen von Megalodonten („Kuhtritte“).
Der Sockel des Berges besteht aus einem relativ brüchigen Dolomit, dem sogenannten Karnisch-Norischen Dolomit, sowie aus Ramsaudolomit, einem lateralen Äquivalent des Wettersteinkalks. Diese Gesteinseinheiten sind erdgeschichtlich älter und stammen aus der frühen oberen bzw. mittleren Trias (Ladinium-Norium, ca. 235 bis 220 mya). Alle Gesteine des Watzmannmassivs bildeten sich auf dem Schelf der westlichen Tethys und wurden während der Alpenbildung in Form einer tektonischen Decke nach Norden an ihre heutigen Positionen verfrachtet. Die Dolomitgesteine treten vorwiegend auf der West- und Südwestseite des Großen Watzmanns im aufgeschotterten Wimbachtal sowie an den Hängen des Eisbachtals zu Tage.
Der Eisbach (oder auch Eisgraben) hat am Westrand des Königssees einen Schwemmkegel aufgeschüttet, der den ohnehin recht schmalen See an dieser Stelle zusätzlich eingeengt hat. Bei anhaltendem Transport von Schutt aus dem Eisbachtal nach Osten wird dieser Schwemmkegel den Königssee in erdgeschichtlich naher Zukunft schließlich in zwei Hälften geteilt haben.

## Flora und Fauna

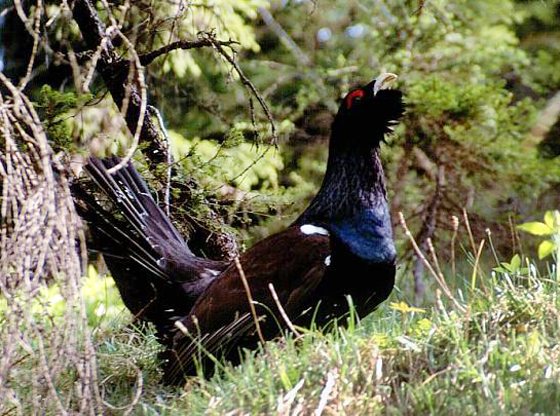
Balzender Auerhahn am Watzmann

Der Watzmann hat aufgrund seiner großen Höhendifferenzen und der großen ökologischen Vielfalt eine besonders artenreiche Pflanzen- und Tierwelt. Dabei werden die Tieflagen von montanen Buchenwäldern dominiert, welche in subalpine Mischwälder übergehen. Die obere Waldstufe wird bestimmt durch Nadelgehölze, vor allem durch Fichte, Lärche und Zirbe. Diese natürlichen Wälder wurden vor allem auf der leicht zugänglichen Nordseite des Massivs für den großen Holzbedarf der Berchtesgadener Saline durch Fichten-Monokulturen ersetzt. Die Baumgrenze liegt bei etwa 2000 m, die Waldgrenze etwas tiefer. Darüber dominieren Zwergstrauchheiden, die beispielsweise aus der Bewimperten Alpenrose (Rhododendron hirsutum) gebildet werden, Latschen- und Grünerlengebüsche, Rasengesellschaften (Blaugras-Horstseggenrasen, Rostseggenrasen und Polsterseggenrasen) sowie Felsspalten- und Felsschuttgesellschaften.
Im Nationalpark und auch speziell am Watzmann kommen zahlreiche Pflanzenarten der Ostalpen vor, die im übrigen bayerischen Alpenraum fehlen, etwa das Wilde Alpenveilchen (Cyclamen purpurascens), die Schneerose (Helleborus niger), Einseles Akelei (Aquilegia einseleana), Clusius-Schlüsselblume (Primula clusiana), Bursers Steinbrech (Saxifraga burseriana), der Dolomiten-Mannsschild (Androsace hausmannii), das Tauernblümchen (Lomatogonium carinthiacum), die Österreichische Bärenklau (Heracleum austriacum) und das Eberrauten-Greiskraut (Senecio abrotanifolius).
Die Tierwelt des gesamten Nationalparks Berchtesgaden ist geprägt durch verschiedene Huftiere wie das Reh, Rot- und Gamswild. Hinzu kommen alpine Tiere wie der Schneehase, das Auerhuhn und das Birkhuhn sowie das Alpenschneehuhn und das Haselhuhn, der Steinadler, der Alpensalamander sowie die schwarze Kreuzotter. Das Alpenmurmeltier kommt nur in der Umgebung des Passes Trischübel vor. Der Alpensteinbock ist als Wechselwild aus dem Hagengebirge und der Röth nur gelegentlich am Watzmann anzutreffen. Viele weitere Tierarten sind in den verschiedenen Höhenlagen des Watzmanns heimisch.

## Schnee- und Eisfelder
Am Watzmann halten sich ganzjährig einige Schnee- und Eisfelder, von denen der Watzmanngletscher das größte und die Eiskapelle aufgrund ihrer leichten Erreichbarkeit von St. Bartholomä das bekannteste ist.

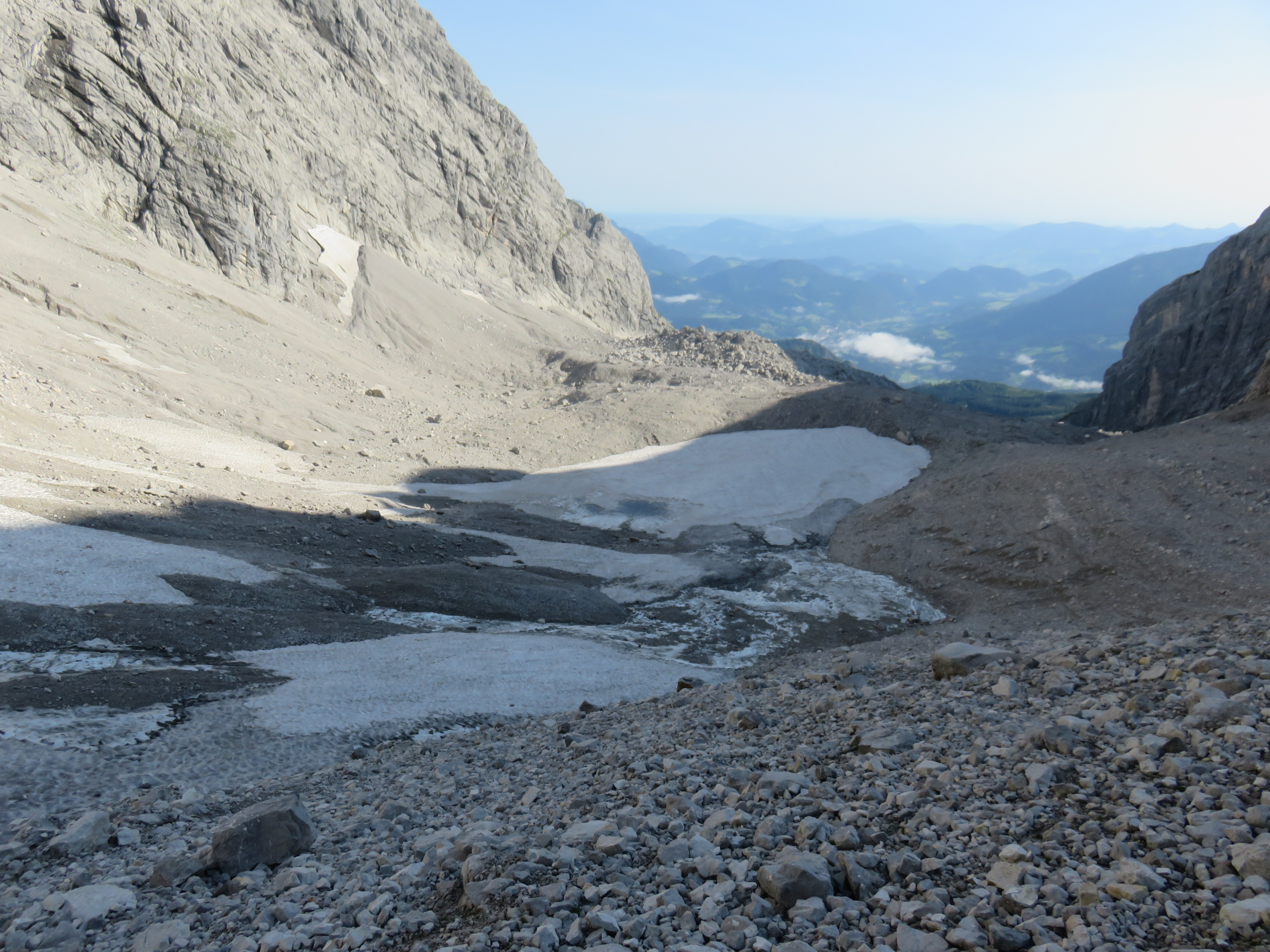
Reste des Watzmanngletschers (Sommer 2017)

Der bereits von Berchtesgaden aus sichtbare Watzmanngletscher wird seit 1959 von der Kommission für Glaziologie der Bayerischen Akademie der Wissenschaften wieder als Gletscher betrachtet. Die Einordnung als Gletscher ist aufgrund seiner Größe und seiner nur geringen Fließgeschwindigkeit unter Wissenschaftlern umstritten. Der Watzmanngletscher liegt östlich des Grates zwischen dem Hocheck und der Mittelspitze mit einer mittleren Höhe von 2060 m im oberen Watzmannkar. Im Jahr 2018 betrug seine Fläche noch 4,8 ha bei einer mittleren Dicke von 2,9 m, einer maximalen Dicke von 10 m und einem Volumen von 140.000 m³ (gegenüber einem Volumen von 600.000 m³ im Jahr 2009; siehe auch Gletscherschwund seit 1850). In den Jahren vor 2007 verlor das Eisfeld jährlich durchschnittlich 1 m an Mächtigkeit. Wahrscheinlich wird der Watzmanngletscher in einigen Jahren verschwunden sein. Auf dem Eisfeld und westlich davon liegen Überreste eines im Oktober 1940 abgestürzten Transportflugzeugs des Typs JU 52.

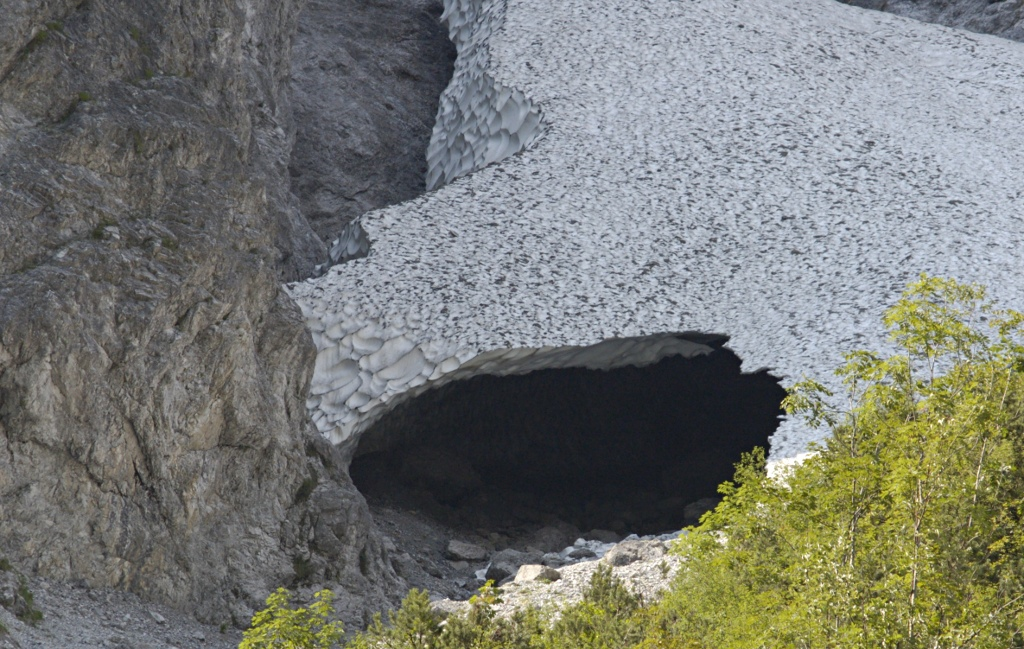
Eiskapelle mit Gewölbe im Sommer

Bei der Eiskapelle dürfte es sich um das am niedrigsten gelegene ganzjährig vorhandene Schneefeld der Alpen handeln. Bei der ersten vollständigen topografischen Aufnahme der bayerischen Gletscher durch Sebastian Finsterwalder 1892 stellte sich die Eiskapelle noch als eigenständiger kleiner Gletscher dar, der aber bereits zwischen 1920 und 1950 seine Gletscherzunge verlor und heute nur mehr ein Schneefeld ist. Ihr unteres Ende liegt auf 930 m Höhe im oberen Eisbachtal und ist in etwa einer Stunde Fußmarsch von St. Bartholomä am Königssee erreichbar. Die Eiskapelle speist sich aus den Lawinen, die im Frühjahr über die Ostwand des Watzmanns stürzen und sich im Wandwinkel sammeln. Bisweilen bildet sich ein torartiges Gewölbe im Eis an der Stelle, wo der Eisbach aus der Eiskapelle hervortritt. Vor dem Betreten wird dringend gewarnt, es hat hier durch herabstürzendes Eis bereits Tote gegeben.
In der Ostwand selbst befindet sich im so genannten Schöllhornkar ein weiteres Eisfeld, Schöllhorneis genannt, über das bei einer Durchsteigung des Kederbacher-Weges aufgestiegen wird. Kar und Eisfeld tragen den Namen des Müncheners Christian Schöllhorn, der das erste Opfer der Ostwand wurde. Am 26. Mai 1890 stürzte er am oberen Ende des Eisfelds in die Randkluft und verletzte sich tödlich. Ein weiteres kleines namenloses Schneefeld befindet sich einige hundert Meter unterhalb der Mittelspitze ebenfalls in der Ostwand.

## Geotope
Der Watzmann-Gletscher und die Eiskapelle sind vom Bayerischen Landesamt für Umwelt als wertvolle Geotope (Geotop-Nummern: 172R027 und 172R025) ausgewiesen.

## Alpinismus

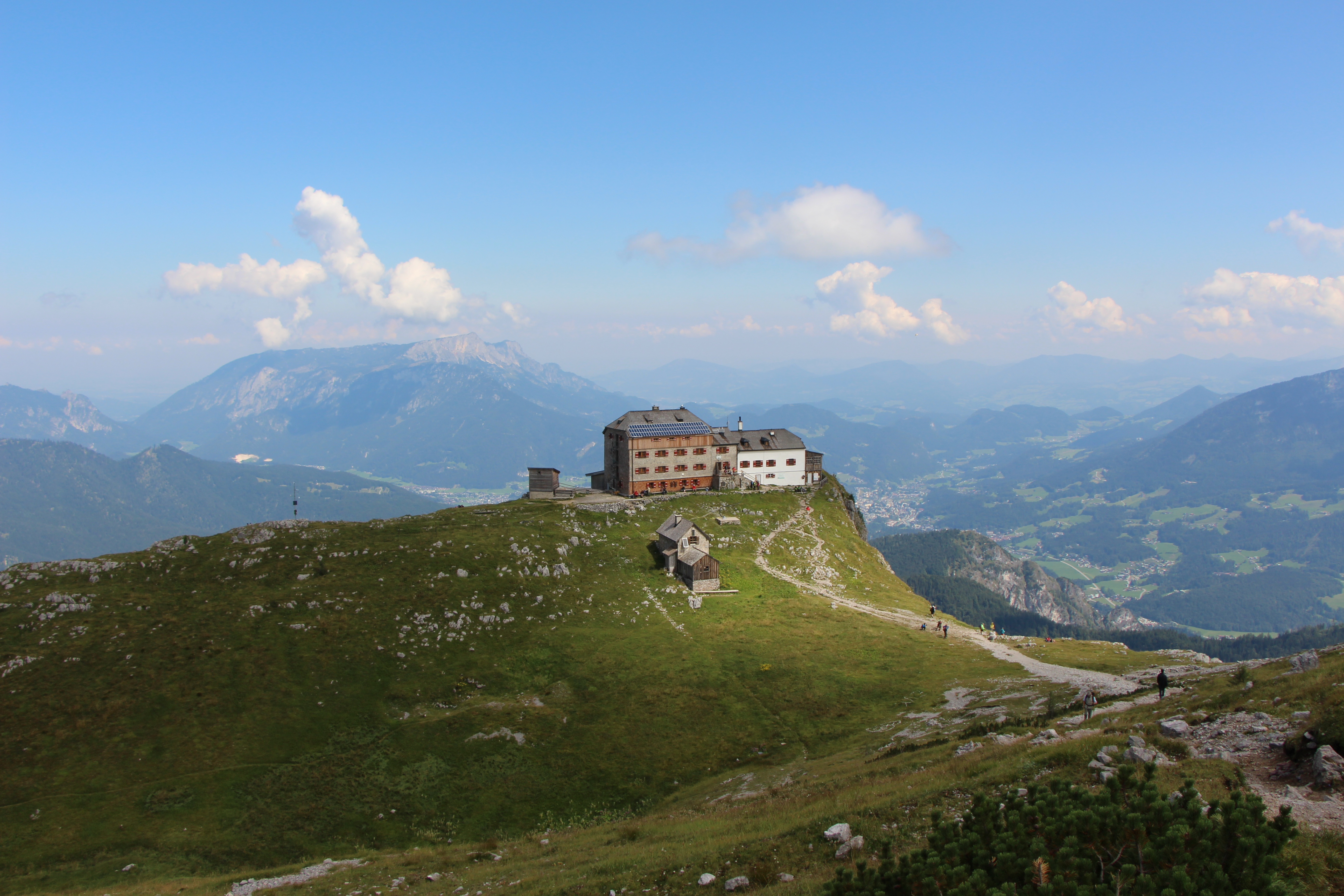
Das Watzmannhaus

Die Mittelspitze wurde im August 1800 erstmals durch den Slowenen Valentin Stanič erstiegen, auch wenn andere Quellen bereits 1799 als Jahr der Erstbesteigung nennen. Wenige Tage nachdem Stanič den Gipfel des Großglockners am Tag nach dessen Erstbesteigung erreichte, erkletterte er auch den höchsten Punkt des Watzmanns vom Hocheck her kommend.
Die Südspitze wurde erstmals 1832 von Peter Karl Thurwieser über das Schönfeld bestiegen.
Die erste Überschreitung des Großen Watzmanns (Hocheck, Mittelspitze, Südspitze) wurde 1868 vom Ramsauer Bergführer Johann Grill, dem Kederbacher, und Johann Punz durchgeführt. Diese beiden erreichten auch den Gipfel des Kleinen Watzmanns im Jahr 1852 als erste. Die Watzmann-Ostwand wurde zum ersten Mal 1881 ebenfalls von Johann Grill mit seinem Gast Otto Schück durchstiegen.
Grill war von 1888 bis 1905 der erste Wirt des Watzmannhauses. Die Alpenvereinshütte liegt nördlich unter dem Hocheck auf 1930 m Höhe auf dem Falzköpfl und ist ein wichtiger Stützpunkt für die Überschreitung des Gebirgsstocks.

### Watzmannüberschreitung

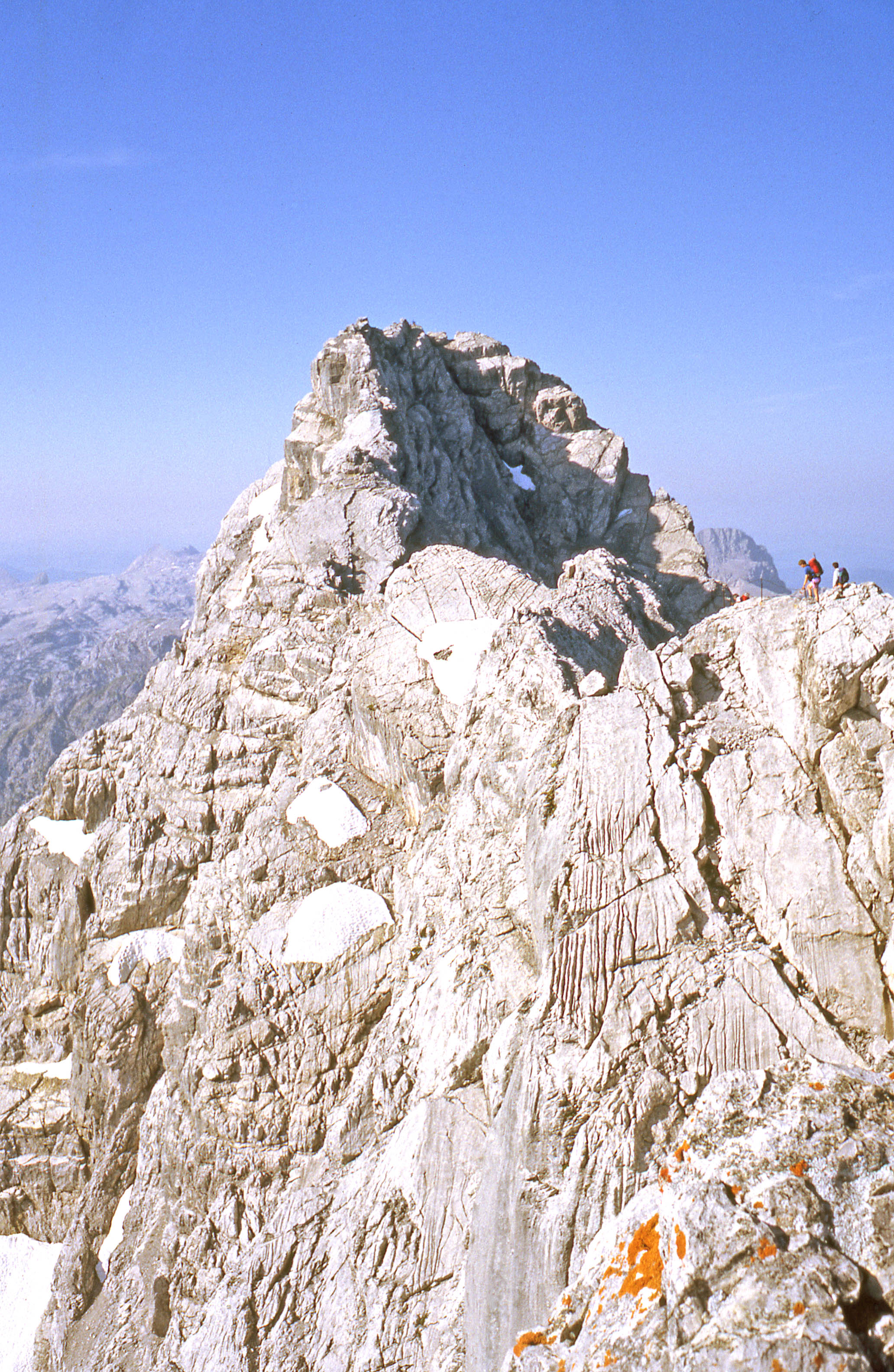
Überschreitung der Mittelspitze

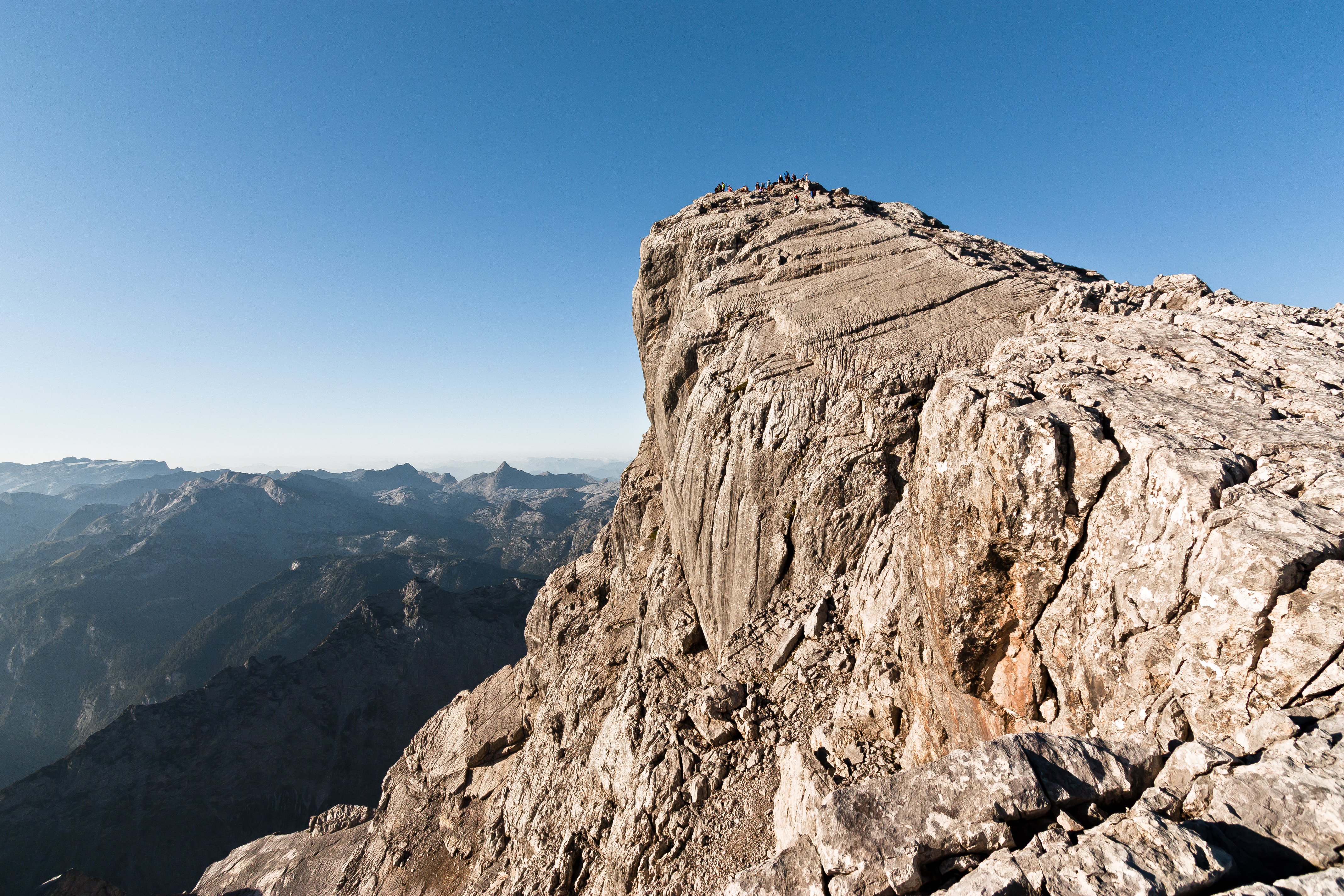
Das Watzmann-Hocheck, unmittelbar bevor man es auf dem Normalweg erreicht

Bei der Überschreitung des Watzmanngrates, kurz „Watzmannüberschreitung“ genannt, werden die drei Gipfel des Hauptkammes, Hocheck, Mittelspitze und Südspitze, meist von Norden nach Süden überschritten. Oft wird diese Tour in zwei Etappen gegangen. Am ersten Tag steigt man bis zum Watzmannhaus, um am zweiten Tag nach einer Übernachtung die drei Gipfel zu passieren und in das Wimbachgries abzusteigen. Der Abstieg über 1400 Höhenmeter in das Wimbachgries erfolgt über einen steilen, absturz- und steinschlaggefährdeten Pfad, auf dem unterschiedliche alpine Landschaftsformen passiert werden. Über das Gries, einen großen Schuttstrom, gelangt man zu den Ausgangspunkten zurück. Im Notfall ist auch das Biwakieren in einer Unterstandshütte auf dem Hocheck möglich.
Die Gesamtgehzeit für die Überschreitung beträgt je nach Können, Kondition und Pausendauer im Regelfall 12 bis 15 Stunden. Der Ramsauer Extremsportler Toni Palzer hält mit 2 Stunden und 47 Minuten die Rekordzeit. Am 26. Juni 2020 lief er die Strecke von der Wimbachbrücke bis zum Watzmannhaus in 49 Minuten, weiter zum Hocheck in 32 Minuten, vom Hocheck bis zur Südspitze in 24 Minuten und von der Südspitze zurück zur Wimbachbrücke in 62 Minuten. Die Dauer der Überschreitung kann bei widrigen Verhältnissen und Konditionsproblemen durchaus mehr als 15 Stunden betragen. Wegen der Beliebtheit der Tour kann es jedoch zu Verzögerungen kommen, da sie an manchen Tagen von mehr als hundert Bergsteigern begangen wird. Vom Hocheck zum Mittelgipfel sind die Schwierigkeiten moderat, zwischen Mittelgipfel und Südgipfel sind Kletterstellen bis zum II. Grad zu bewältigen. Schlechtwetter-Einflüsse erhöhen den Anspruch, da der abgekletterte Fels durch Feuchtigkeit von Schnee, Regen oder Nebel noch rutschiger wird. Drahtseilversicherungen entschärfen die Schlüsselstellen, jedoch gibt es auch sehr ausgesetzte Passagen, die nicht mittels Drahtseil gesichert sind. Die Tour ist deshalb kein Klettersteig im eigentlichen Sinne, doch verwenden viele ein Klettersteigset.

### Watzmann-Ostwand

#### Höchste Wand der Ostalpen

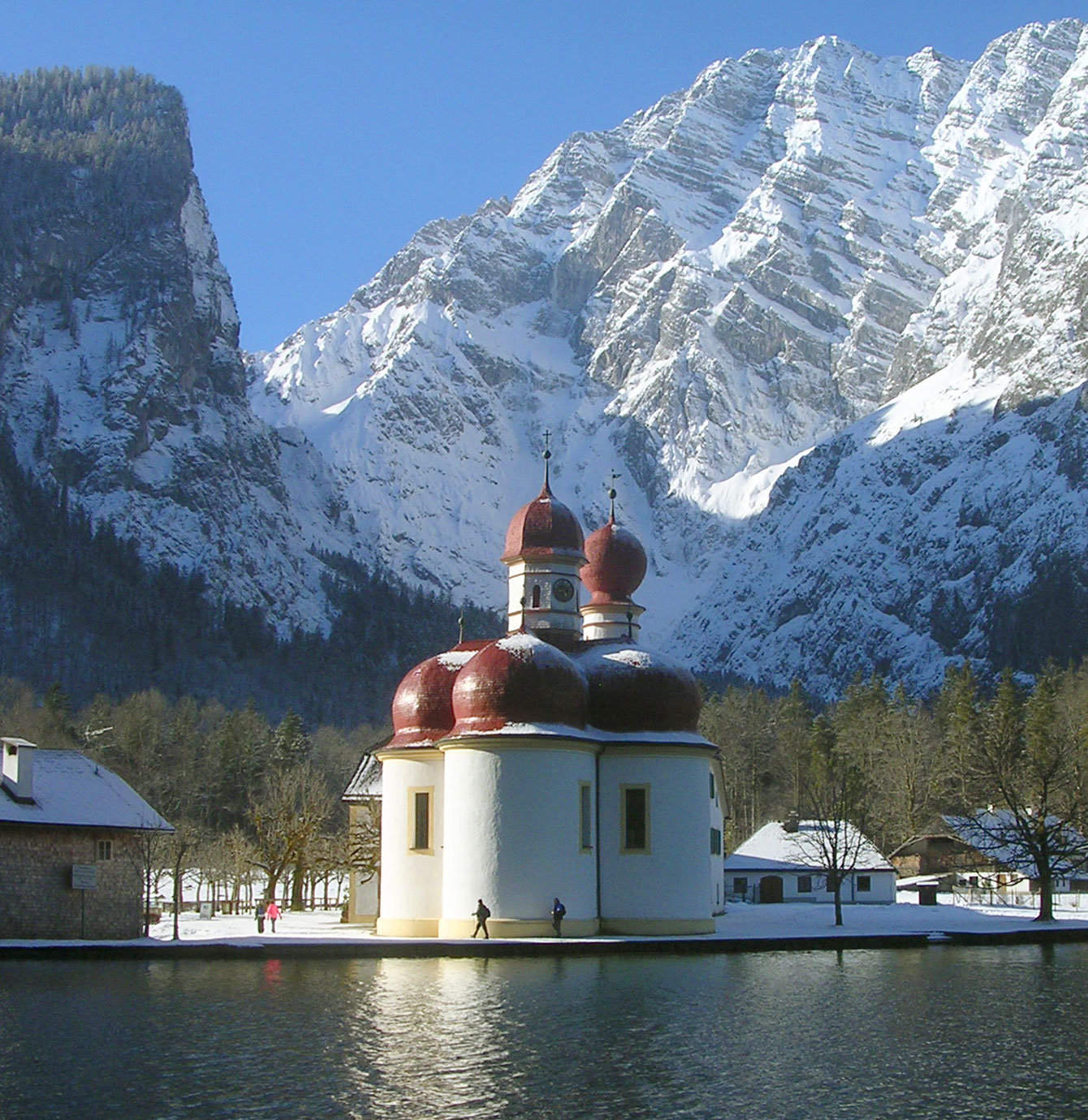
St. Bartholomä mit Watzmann-Ostwand im Hintergrund

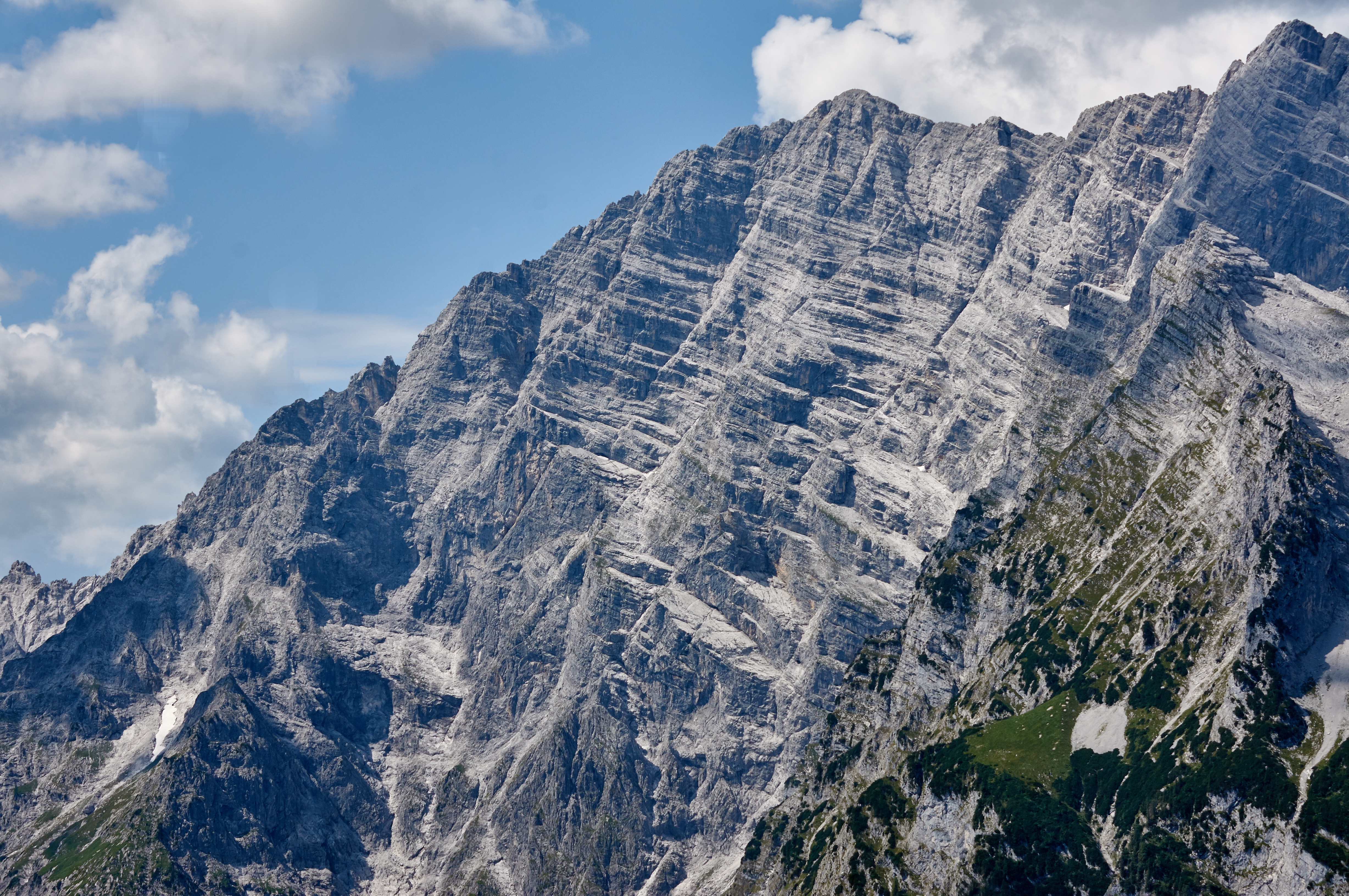
Watzmann-Ostwand

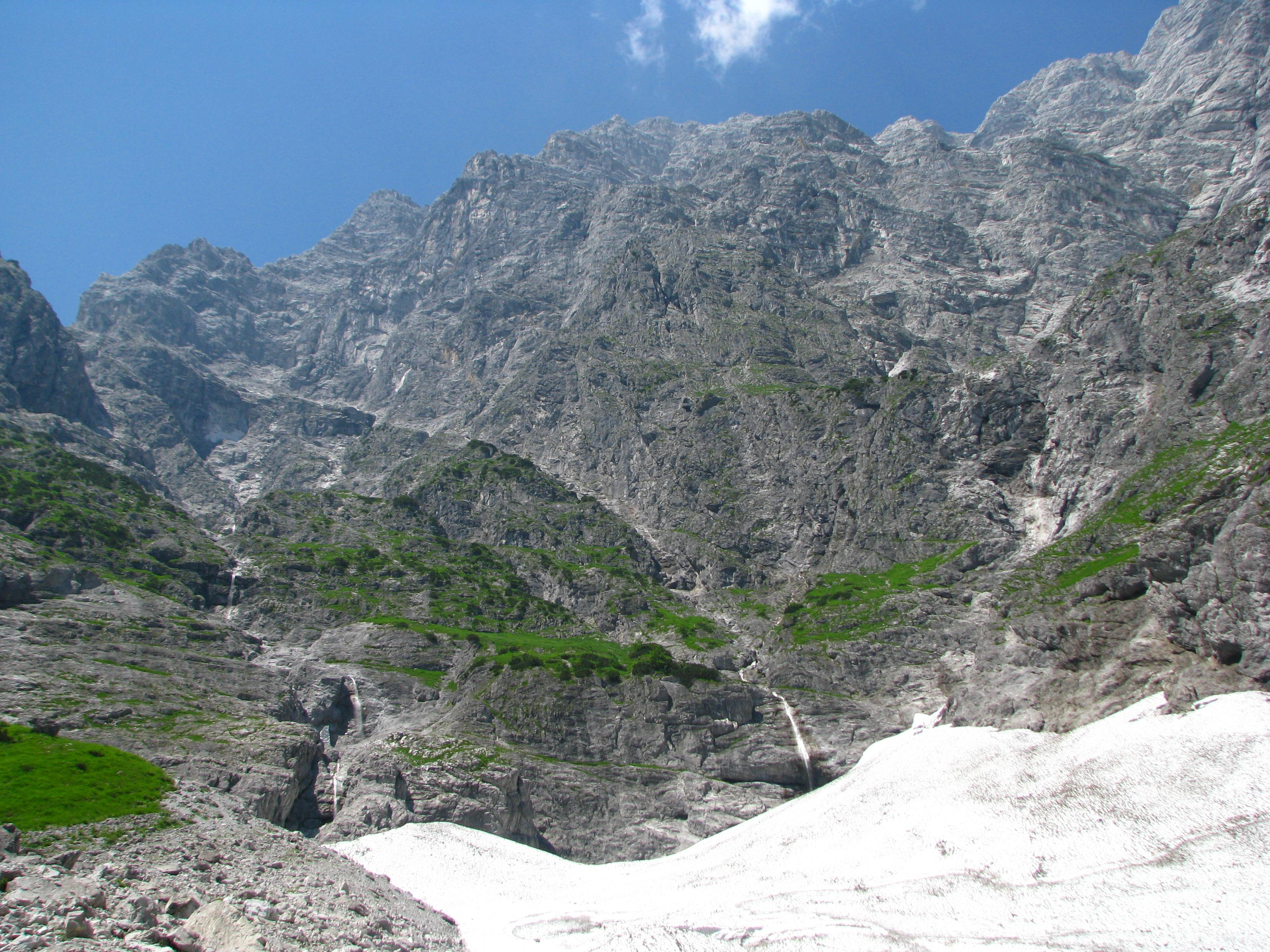
Die Watzmann-Ostwand über der Eiskapelle

Die Ostwand der Watzmann-Südspitze, auch Bartholomäwand genannt, ist eine der bekanntesten Felswände der Alpen. Ob ihr auch das Prädikat der höchsten Ostalpenwand gebührt, war lange umstritten, sind doch die in der Literatur oft zitierten 1800 m Wandhöhe niedriger als die 1900 m, die der Alpenvereinsführer „Julische Alpen“ für die Westwand des Montasch (2754 m) angibt. Tatsächlich beziehen sich die 1900 m beim Montasch auf den Höhenunterschied zwischen einem vorgelagerten Tal und dem Gipfel, nicht aber auf die eigentliche Wand, die eine geringere Höhe – etwa 1400 m – aufweist.
Die Watzmann-Ostwand übertrifft mit ihrer Wandhöhe von etwa 1800 m auch alle weiteren hohen Wände der Ostalpen: Die Nordwand des Triglav (2864 m) in den Julischen Alpen (ca. 1500 m Wandhöhe), die Südwand des Birnhorns (2634 m) in den Leoganger Steinbergen und die Nordwand des Hochwanners im Wettersteingebirge (beide ca. 1400 bis 1500 m Wandhöhe), die Nordwand des Schermbergs im Toten Gebirge (1400 m Wandhöhe) und die Nordwand des Hochstadels (2680 m) in den Lienzer Dolomiten (ca. 1300 bis 1400 m Wandhöhe). Die Watzmann-Ostwand ist somit die höchste Felswand der Ostalpen. Höher sind nur weniger steile Flanken wie beispielsweise die Ostflanke des Wiesbachhorns mit 2400 m.
In der Zeitschrift des Deutschen und Österreichischen Alpenvereins wurden 1922 die Triglav-Nordwand, die Hochstadel-Nordwand und die Watzmann-Ostwand als die drei höchsten Felswände der Ostalpen bezeichnet. Früher wurde die Watzmann-Ostwand mitunter gar die „höchste durchkletterte Felswand der Alpen“ genannt.
Die Watzmann-Ostwand und die Eiskapelle werden vom Bayerischen Landesamt für Umwelt zu den hundert schönsten Geotopen Bayerns gezählt (Geotop-Nr. 172R025).

#### Schwierigkeiten und Gefahren
Seit der Erstdurchsteigung 1881 durch Johann Grill, den „Kederbacher“, und den von ihm geführten Wiener Alpinisten Otto Schück fanden mehr als 100 Menschen in der Ostwand den Tod. Damit hat sie mehr Todesopfer gefordert als die Eiger-Nordwand. Die höhere absolute Anzahl tödlicher Unfälle erwächst jedoch aus dem Umstand, dass sich eine insgesamt viel höhere Anzahl von Bergsteigern am Watzmann versucht, oft ohne aber der Wand gewachsen zu sein.
Allerdings ist die Wand technisch nicht besonders schwierig: Auf dem leichtesten Weg, dem von Josef Aschauer und Hellmuth Schuster 1947 zufällig gefundenen Berchtesgadener Weg, ist in einer 80 m langen Passage und mehreren weiteren kurzen Stellen „nur“ der dritte Schwierigkeitsgrad gefordert; der überwiegende Teil der Route führt über leichtes Fels- (I–II) und Gehgelände. Jedoch stellt die Wand Ansprüche an den Kletterer, auf die er sich in kleineren Wänden und im Klettergarten kaum vorbereiten kann. Die erforderliche physische und mentale Kondition, die oft schwierige Orientierung und die fehlende Möglichkeit, von Westen heranziehende Schlechtwetterfronten frühzeitig zu erkennen, werden immer wieder unterschätzt. Ein Rückzug ist je nach eingeschlagener Route spätestens ab Wandmitte ebenso schwierig wie der weitere Aufstieg. Es besteht Steinschlaggefahr, insbesondere an schönen Wochenenden, wenn viele Seilschaften im Berchtesgadener Weg unterwegs sind. Im Winter oder Frühjahr, wenn die Felsen von Eis oder Schnee überzogen sind und Lawinengefahr herrscht, ist die Watzmann-Ostwand (wie auch die Watzmann-Überschreitung) nur Profis und Gebietskennern vorbehalten. Insbesondere zur Zeit der Schneeschmelze, in den Monaten Mai und Juni, fordert die Wand immer wieder Todesopfer, da tonnenschwere Altschneemassen von den abwärts geschichteten Bändern abrutschen und Bergsteiger erschlagen können. Erst wenn diese massiven Altschneeansammlungen abgerutscht oder abgeschmolzen sind, beginnen die Berchtesgadener Bergführer mit regelmäßigen Führungen durch die Wand.

#### Routen
Abgesehen vom Berchtesgadener Weg ziehen noch einige weitere Routen durch die Wand zur Südspitze, namentlich sind dies der Kederbacherweg (benannt nach dem Erstdurchsteiger, obwohl die Seilschaft im oberen Teil den Weg zur Mittelspitze und nicht wie heute üblich zur Südspitze wählte), der Salzburger Weg, der Münchner Weg, der Frankfurter Weg, der Polenweg, der Franz-Rasp-Gedächtnisweg und noch einige weitere. Varianten sind in dieser stark gegliederten und nicht sonderlich steilen Wand oft möglich.

#### Besondere alpinistische Leistungen
Eine der größten alpinistischen Leistungen, die am Watzmann vollbracht wurden, ist die Winterbegehung des Salzburger Weges durch Hermann Buhl in der Nacht vom 28. Februar auf den 1. März 1953. Für die Durchsteigung dieser schwierigen Route durch die tief verschneite Ostwand benötigte Buhl von St. Bartholomä bis zur Südspitze nur rund neun Stunden. Anschließend überschritt er noch den ganzen Watzmanngrat über Mittelspitze und Hocheck. Buhl, der mit seiner Frau Eugenie in der nahegelegenen Ramsau lebte, diente diese Tour als Vorbereitung auf die im selben Jahr anstehende Nanga-Parbat-Expedition, der er – ebenfalls im Alleingang – mit der Erstbesteigung des Achttausenders zum Erfolg verhalf.
Die meisten Durchstiege der Ostwand kann mit 410 (Stand: September 2015) der Bergführer Heinz Zembsch vorweisen. Vor ihm war Franz Rasp der langjährige „Hausmeister“ der Ostwand: Er durchstieg mehrere Routen als erster im Alleingang und war wohl der beste Kenner der Wand. Am 1. Januar 1988 stürzte Rasp bei seiner 295. Durchsteigung mit einem weiteren Bergsteiger tödlich ab.
Den Rekord für die schnellste Durchsteigung der Ostwand hält seit dem 12. Oktober 2018 Philipp Reiter, der in 1 Stunde und 53 Minuten von St. Bartholomä über den Berchtesgadener Weg auf die Südspitze stieg.

#### Biwakschachtel

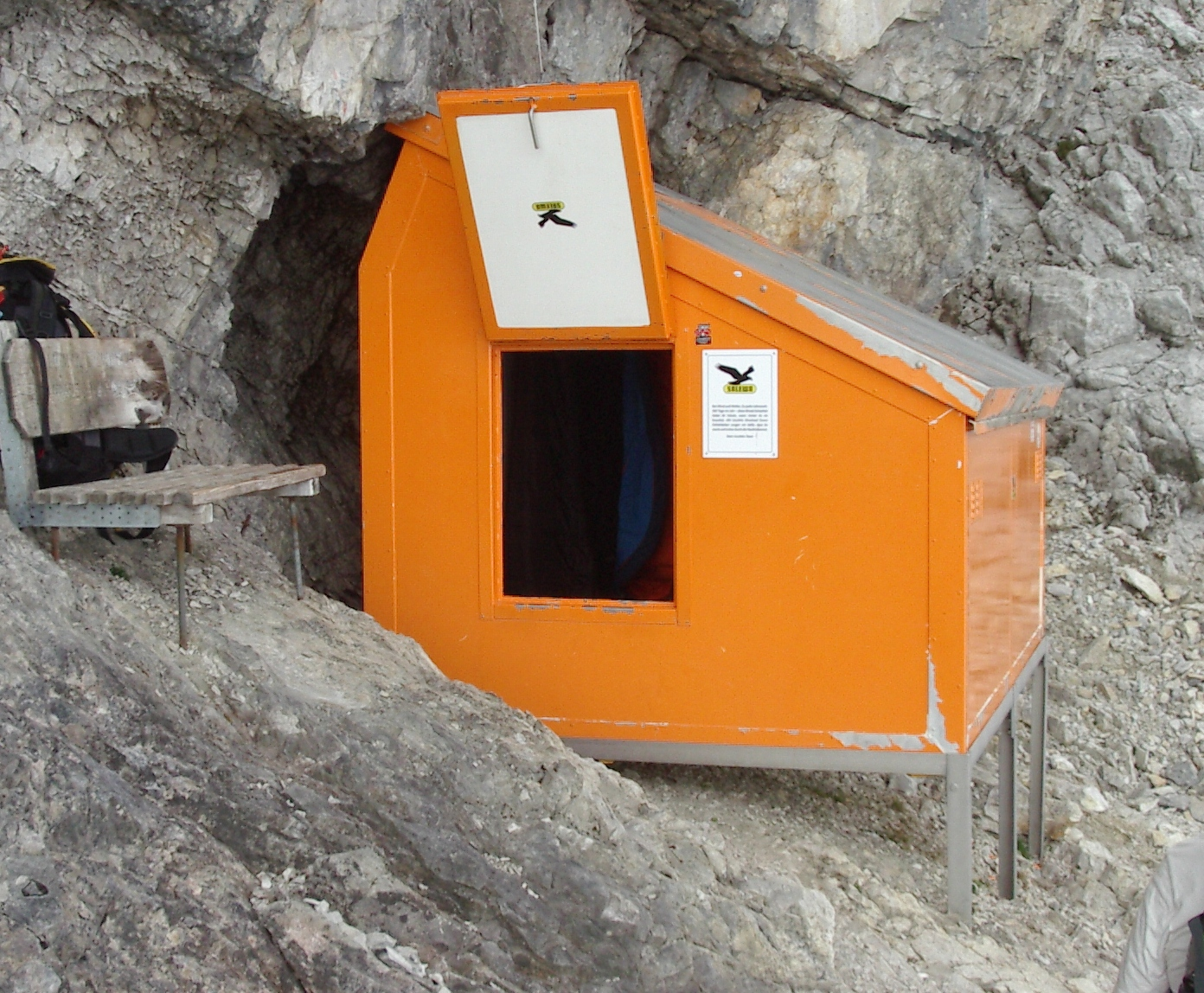
Biwakschachtel in der Watzmann-Ostwand

Im oberen Wandteil der Watzmann-Ostwand befindet sich auf 2380 m (unter dem „Massigen Pfeiler“) eine Biwakschachtel, die vor allem bei Wetterstürzen als Notunterkunft dient.

### Westflanke

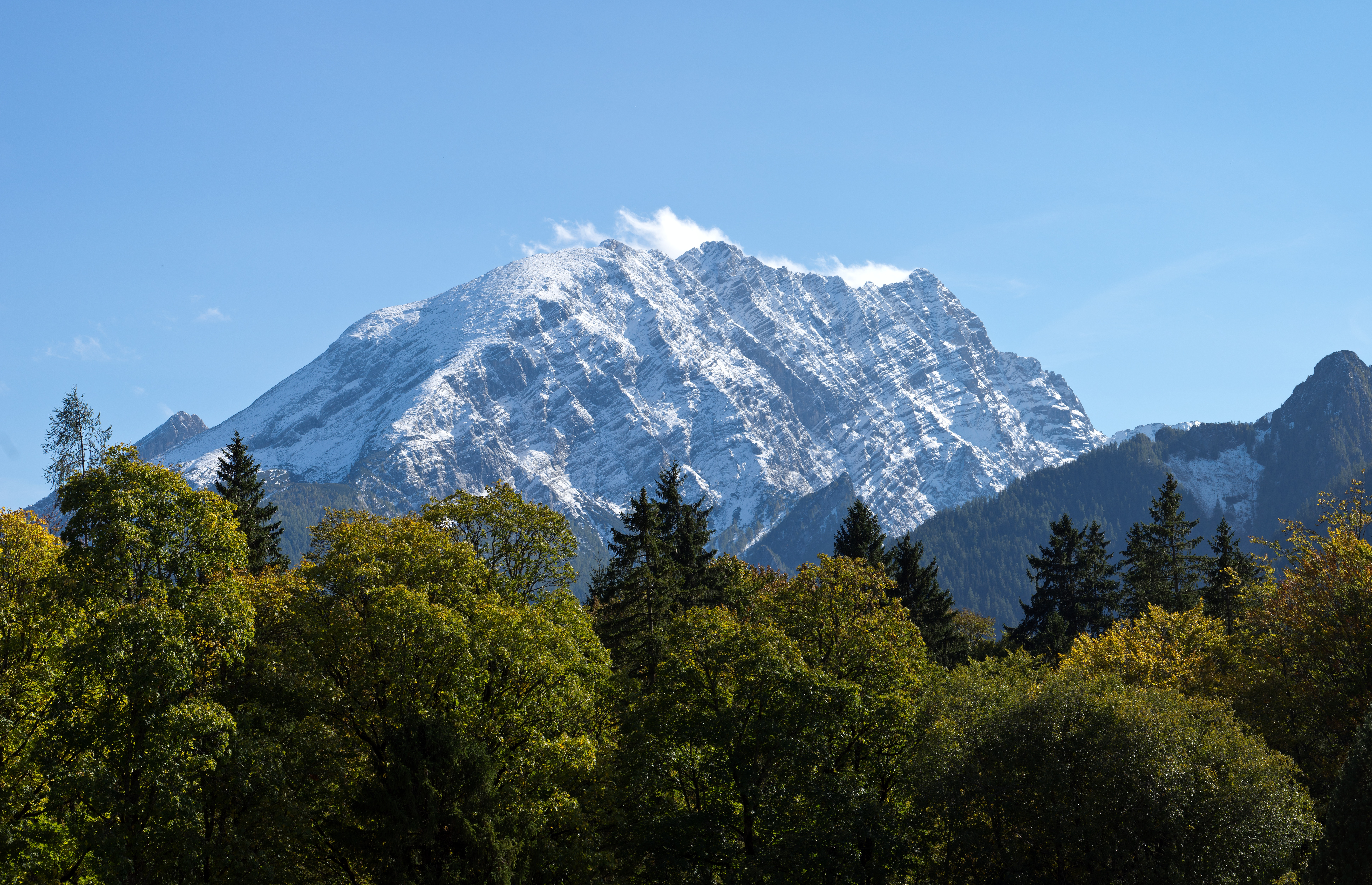
Watzmann-Westflanke mit Hocheck (links), Mittelspitze (Mitte) und Südspitze (rechts)

Die Watzmann-Westflanke bricht zwischen Schüttalpelschneid und Griesspitze mit einer Höhendifferenz von bis zu 1700 m gegen das Wimbachtal ab. Auf etwa 2000 m befindet sich die Grenze zwischen Ramsaudolomit und Dachsteinkalk. Oberhalb ist die Flanke im Allgemeinen vergleichbar mit der Ostwand, nur etwas flacher. Unterhalb durchziehen zwei mächtige Grabensysteme die hier sehr brüchige und latschenbewachsene Flanke. Die Routen durch die Westflanke sind sehr mühsam und stellen hohe Anforderungen an die Orientierung. Um 1900 erfreute sich die Watzmann-Westwand noch einigen Interesses und wurde diverse Male auf verschiedenen Routen durchstiegen; auch kamen bei Durchsteigungsversuchen Bergsteiger ums Leben. Heute werden die verschiedenen Durchstiege durch die Westflanke selten und dann meist im Abstieg begangen.

### Weitere Kletterrouten
Neben den Ostwandführen (siehe oben) gibt es noch eine Vielzahl anderer, meist hochalpiner und anspruchsvoller Klettereien. Die meisten befinden sich in der Westwand des Kleinen Watzmanns, die fast senkrecht über dem Watzmannkar aufragt und auch vom Wanderweg, der zum Watzmannhaus hinaufführt, gut sichtbar ist. Es gibt hier Dutzende Kletterrouten verschiedener Schwierigkeitsgrade, darunter das Sakrische Eck, die erste Route des Schwierigkeitsgrads VII (UIAA) im Berchtesgadener Land. Weitere Kletterrouten finden sich hauptsächlich an den Südabstürzen der Watzmannkinder.
Erwähnenswert ist die Wiederroute vom Watzmannkar durch die sogenannte kleine Ostwand auf die Mittelspitze, eine landschaftlich sehr eindrucksvolle Kletterei (UIAA III−). Routen durch andere Wände des Watzmannmassivs, z. B. die Hachelkopf-Nordwand, von Franz Rasp solo begangen, haben meist lange Zustiege und sind damit für viele Kletterer uninteressant.

## Andere Gipfel des Watzmannmassivs
- Karte mit allen Koordinaten:
- OSM |
- WikiMap

### Kleiner Watzmann (Watzmannfrau)

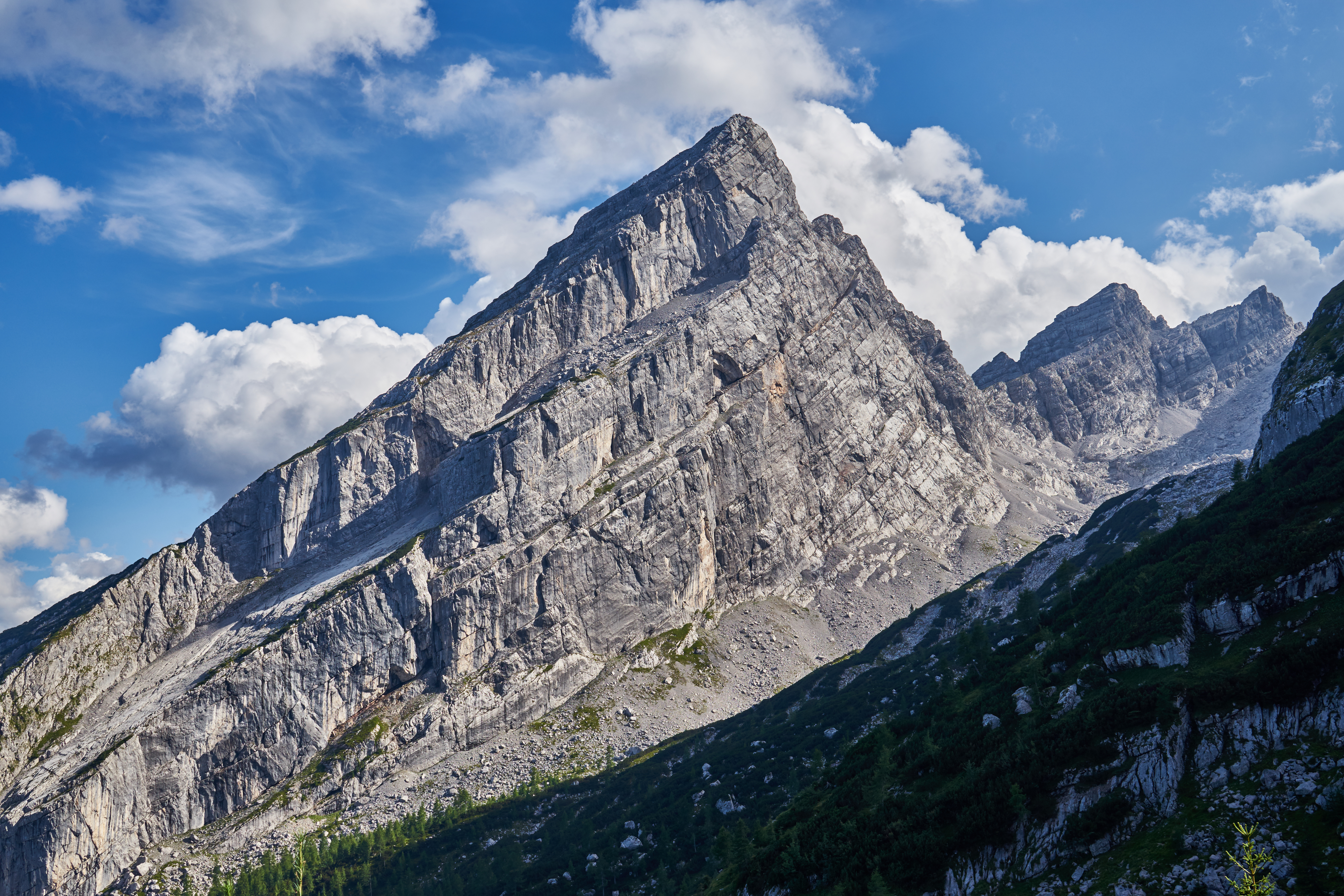
Kleiner Watzmann mit 1. und 2. Kind

Der bedeutendste Gipfel des Watzmannmassivs nach den Hauptgipfeln des Großen Watzmanns ist der Kleine Watzmann (2307 m), auch Watzmannfrau, Watzmannweib oder (selten) Watzfrau genannt (Lage). Der Normalweg auf diesen Gipfel führt von der Kührointalm von Norden über die Kederbichel genannte eiszeitliche Moräne auf den Grat, der sich bald zu einer im Volksmund „Gendarm“ genannten ausgesetzten Kletterstelle verengt. Wie die noch folgenden Kletterpassagen überschreitet man am Gendarm nicht den zweiten Schwierigkeitsgrad. Im Gegensatz zum Großen Watzmann gibt es weder Drahtseilsicherungen noch deutliche Markierungen. In den Platten kurz unterhalb des Gipfels befindet sich eine kleine Höhle mit engem Eingang, die gegebenenfalls auch zum Biwakieren genutzt werden kann. In Verbindung mit dem Abstieg über den Ostgrat zum Mooslahnerkopf lässt der Kleine Watzmann eine Überschreitung zu; der Ostgrat ist im Aufstieg die technisch einfachste Route auf die Watzmannfrau, aber deutlich länger als der Normalweg und nur stellenweise mit Steinmännern markiert. Vom Gipfel des Kleinen Watzmanns ist über die Scharte zum ersten Watzmannkind in östlicher Richtung weglos ein Abstieg zum Königssee möglich. Dabei kommt man am Watzmannlabl vorbei, einer kleinen Wiese. Die sehr steile Westwand des Kleinen Watzmanns ist nach der Südspitze-Ostwand die bedeutendste Kletterwand am Watzmann.

### Watzmannkinder

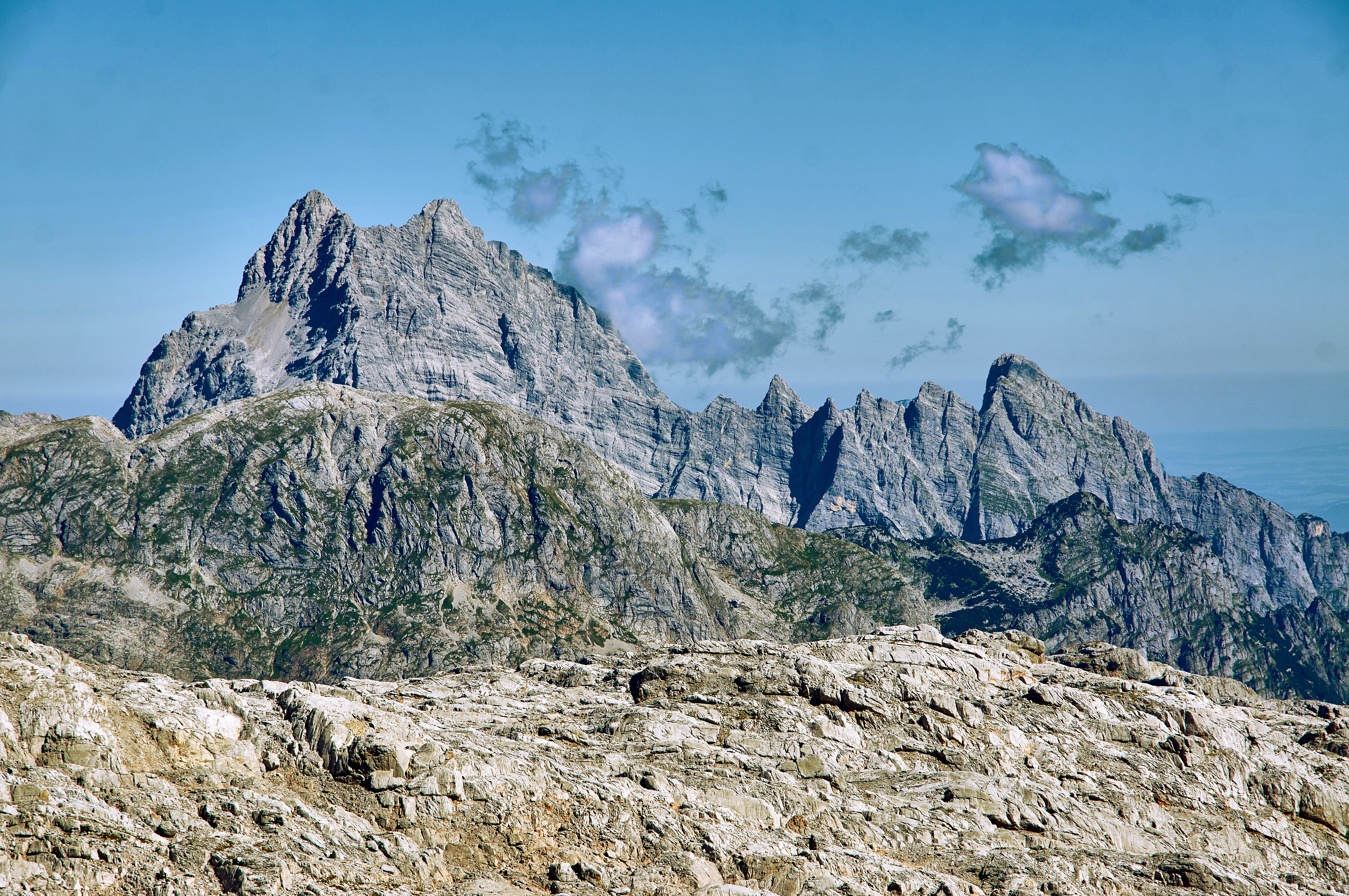
Familie Watzmann „spiegelverkehrt“ vom Breithornanstieg

Die Watzmannkinder schließen das Watzmannkar am oberen Ende ab. Der Sage nach sind es sieben; jedoch sind nur fünf als eigenständige Gipfel ausgeprägt; Nummerierung von Ost nach West: 1. Kind 2247 m (⊙), 2. Kind 2232 m (⊙), 3. Kind 2213 m (⊙), 4. Kind („Watzmann-Jungfrau“) 2270 m (⊙), 5. Kind 2225 m (⊙). Der neue Alpenvereinsführer Berchtesgadener Alpen alpin spricht auch von einem sechsten Watzmannkind (2225 m) und meint damit den Aufschwung am Fuß der Mittelspitze-Ostwand, an dem sich die Watzmann-Skischarte befindet. Die genauen Höhen der einzelnen Watzmannkinder sind wiederholt Gegenstand von Diskussionen. Insbesondere das 3. Kind, das als Skitourenziel große Bedeutung hat, ist in der Literatur sehr häufig mit 2232 m angegeben, wobei es sich aber vermutlich um eine fälschliche Übernahme der Höhe des 2. Kindes handelt. Auch die unzutreffenden Höhenangaben 2165 m oder 2167 m finden sich in Tourenbeschreibungen. Verzeichnete die amtliche topographische Karte 1:25.000 von 1959 noch 1., 2., 4. und 5. Kind mit Höhenangaben, so enthielten die Karten in den Ausgaben von 1967 bis 2008 nur die Höhen von 1. und 2. Kind. Die aktuellen topographischen Karten 1:10.000 und 1:25.000 des Landesamtes für Digitalisierung, Breitband und Vermessung verzeichnen heute alle 5 Watzmannkinder mit Höhenkoten.
Die Watzmannkinder sind am leichtesten von Norden aus dem Watzmannkar zu erreichen (teils über Pfade, teils weglos und in Kletterei) und werden gerne im Winter im Zuge einer Skitour besucht. Nach Süden brechen die Watzmannkinder mit steilen Wänden von über 1000 Metern ins Eisbachtal ab. Eine selten durchgeführte, aber unter Gebietskennern geschätzte Tour ist die Überkletterung aller Watzmannkinder.
Bei der Watzmann-Skischarte handelt es sich nicht um den tiefsten Punkt zwischen dem fünften Watzmannkind und der Watzmann-Mittelspitze, sondern um eine 2428 m hoch gelegene, wenig deutliche Einschartung unmittelbar am Fuß der Mittelspitze-Ostwand. Der tiefste Punkt zwischen den Watzmannkindern und dem Großen Watzmann trägt keinen eigenen Namen.

### Grünstein

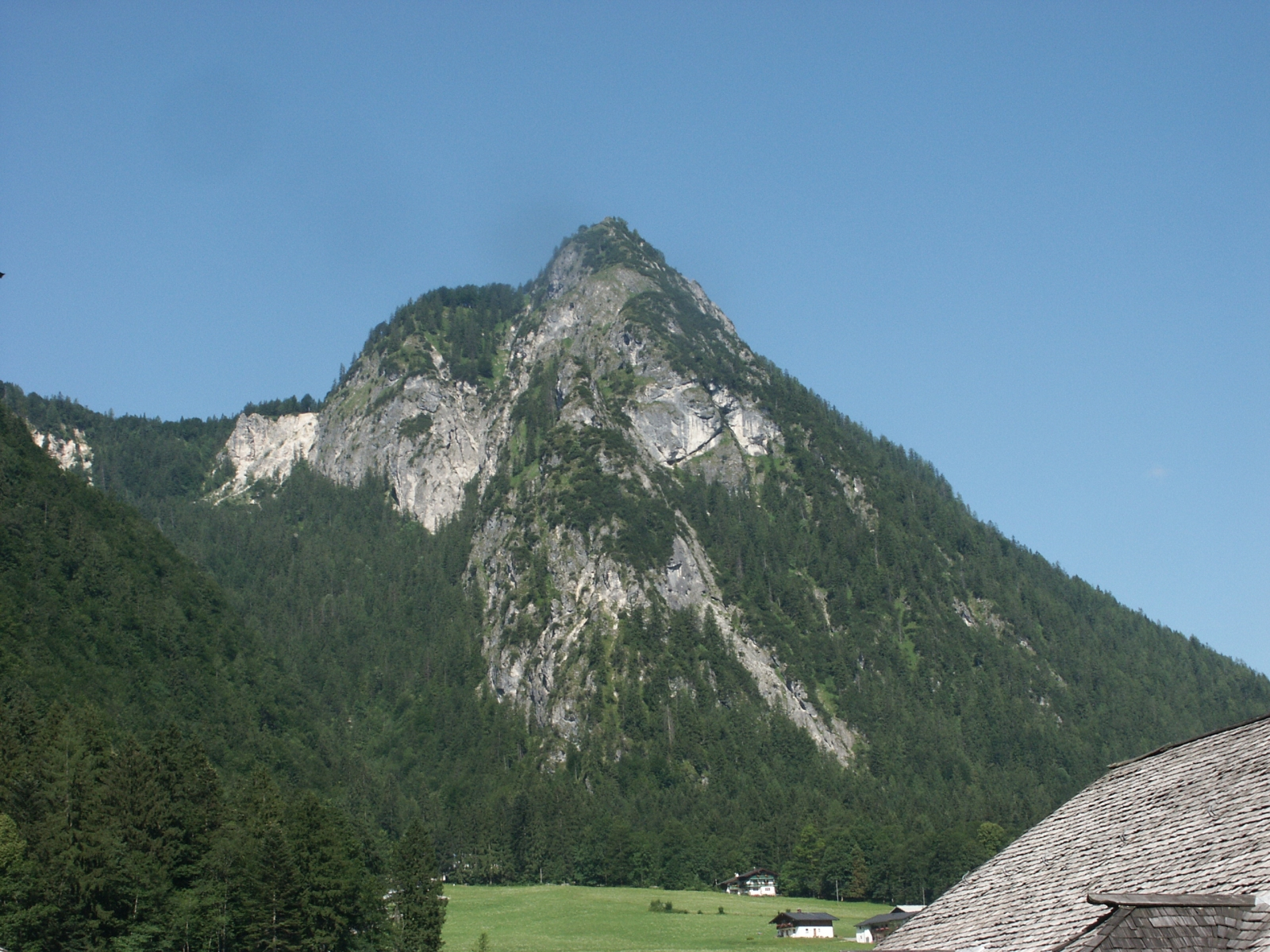
Grünstein, vom Schönauer Ortsteil Königssee aus gesehen

Der Grünstein (Lage) ist mit 1304 m Höhe der kleinste und zugleich der am leichtesten zu besteigende Gipfel des Watzmannmassivs. Er erhebt sich unmittelbar über der Schönau und ist über Wanderwege entweder vom Parkplatz Hammerstiel oder von der Königssee-Rodelbahn aus erreichbar. Etwas unterhalb des Gipfels befindet sich eine bewirtschaftete Hütte, die Grünsteinhütte. Wegen seiner relativ geringen alpinistischen Anforderungen und des Rundblicks über den Berchtesgadener Talkessel ist der Grünstein ein beliebtes Wanderziel.
Am 21. Juni 2009 wurde mit dem Bau eines Klettersteigs auf den Grünstein begonnen. Acht Wochen später war der Bau abgeschlossen, und der Isidor-Klettersteig (benannt nach Isidor Grassl) wurde eröffnet. Der Steig führt im Klettersteig-Schwierigkeitsgrad C auf den Gipfel, außerdem gibt es noch die schwierige Variante im Grad D/E mit dem Einstieg weiter rechts, die nach ca. einem Drittel der Steiglänge über eine Hängebrücke in die Isidor-Variante mündet. Seit 2011 gibt es einen dritten Einstieg, die sogenannte Räuberleiter, ebenfalls im Grad D/E, jedoch länger als die schwierige Variante, in die sie kurz unter der Hängebrücke mündet.

### Hirschwiese
Die Hirschwiese (auch Hirschwieskopf, Lage), 2114 m, der südlichste Gipfel des Watzmannmassivs, ist die Verlängerung des Felsgrates, der von der Watzmann-Südspitze herabzieht und in der Schönfeldscharte seinen tiefsten Punkt erreicht. Vom Trischübel (1765 m), dem Sattel zwischen Watzmann und Steinernem Meer, führt ein markierter Pfad durch steiles Grasgelände auf die kleine Gipfelhochfläche mit den beiden Gipfeln, die wenige Minuten auseinanderliegen. Der Berg wird von Wanderern wegen der leichten Erreichbarkeit und dem Ausblick insbesondere auf den Watzmann sehr häufig bestiegen.

### Weitere Gipfel
Aufgrund seiner Kompaktheit und geringen Fläche weist der Watzmannstock nur noch wenige weitere Gipfel auf:
- Großer Hachelkopf (2066 m, ⊙): Der höchste der Hachelköpfe, eines Grates, der von der Hirschwiese ostwärts abzweigt und über den Burgstallstein nach St. Bartholomä hinabzieht. Er ist von der Hirschwiese aus weglos und mühsam zu besteigen und wird wegen seiner Entlegenheit und mangelnden Bekanntheit nur selten besucht, bietet jedoch einen guten Einblick in die Watzmann-Ostwand.
- Grießspitze (auch Griesspitze, 2257 m, ⊙): Die einzige markante Erhebung des Westsüdwest-Grates der Watzmann-Südspitze, der zusammen mit dem Südgrat der Watzmann-Südspitze das Schönfeld einrahmt. Nur weglos und in Kletterei zu erreichen, wird sie nur selten bestiegen.
- Mooslahnerkopf (1815 m, ⊙): Streng genommen kein eigenständiger Gipfel, sondern nur eine untergeordnete Erhebung im Kamm, der vom Kleinen Watzmann ostwärts hinabzieht. Er ist von Kühroint aus ohne klettertechnische Schwierigkeiten über einen Pfad erreichbar und bietet imposante Tiefblicke zum Königssee. Der Mooslahnerkopf gilt als einer der schönsten Aussichtspunkte des Berchtesgadener Landes. Der Grat, der von ihm westwärts zur Watzmannfrau hinaufführt, ist der technisch einfachste Anstieg auf diese, weniger schwierig als der markierte Normalweg von Kühroint über den Kederbichl.
- Falzköpfl (1928 m, ⊙): Ebenfalls kein eigenständiger Gipfel, sondern eine untergeordnete, weithin sichtbare Erhebung im breiten Hang, der vom Watzmann-Hocheck nördlich ins Tal hinunterzieht. Auf dem Falzköpfl steht das Watzmannhaus, die wichtigste Bergsteigerunterkunft am Watzmann.
- Schapbachriedel (1329 m, ⊙): Eine bewaldete Kuppe im nördlichen Teil des Watzmannmassivs, unmittelbar südwestlich des Grünsteins. Trotz seiner größeren Höhe ist der Schapbachriedel im Gegensatz zum Grünstein so gut wie unbekannt. Er ist vollständig bewaldet, bietet daher keinen guten Talblick und weist keinen markierten Wanderweg auf.

## Sonstiges
Verschiedentlich findet man die – irrige – Ansicht, der Watzmann sei nach der Zugspitze der zweithöchste Berg Deutschlands. Tatsächlich ist er nach der Zugspitze und dem Hochwanner (2744 m) im Wettersteinmassiv der dritthöchste Hauptgipfel Deutschlands. Über die beiden letztgenannten verläuft die deutsch-österreichische Grenze. Der Watzmann ist der höchste Berg, dessen Massiv sich vollständig auf deutschem Staatsgebiet befindet.

## Der Watzmann in Kunst und Kultur

### Kulturelle Traditionen

#### Watzmannsage

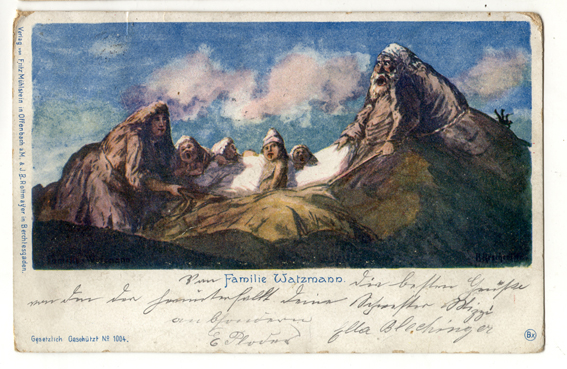
Familie Watzmann – Ansichtskarte des 19. Jahrhunderts

Der Sage nach wurde das Land einst vom grausamen König Waze oder Wazemann beherrscht, der mit seiner Frau und den Kindern Furcht und Schrecken verbreitete. Als er eine Bauernfamilie mit seinem Ross zerstampfte, fluchte die Bäuerin, dass Gott ihn und seine Familie zu Stein verwandeln solle. Danach tat sich die Erde auf, spuckte Feuer und verwandelte den König und seine Familie zu Stein. In manchen Varianten der Sage wird noch erzählt, dass der Königs- und Obersee durch das zusammengeflossene Blut der Königsfamilie entstanden sei und Watzmanns Hunde am Hundstod abstürzten.
Der Eindruck einer nebeneinander aufgereihten „Familie“ ergibt sich, wie häufig auf Fotos und Bildern abgebildet, aus der Ansicht von Norden her; von links nach rechts erscheinen so die Watzmannfrau, die Kinder und der Große Watzmann, der sich aus den Hauptgipfeln ergibt.

#### Watzmann-Gams
Die „Watzmann-Gams“ ist ein seit 1971 jährlich vom Deutschen Alpenverein (DAV) veranstalteter Wettkampf im Skibergsteigen, der am Watzmann ausgetragen wird.

#### Populärkultur
Weg mit dem Watzmann, freie Sicht aufs Mittelmeer! ist einer der in vielen Varianten bekannten Sponti-Sprüche.

### Bildende Kunst

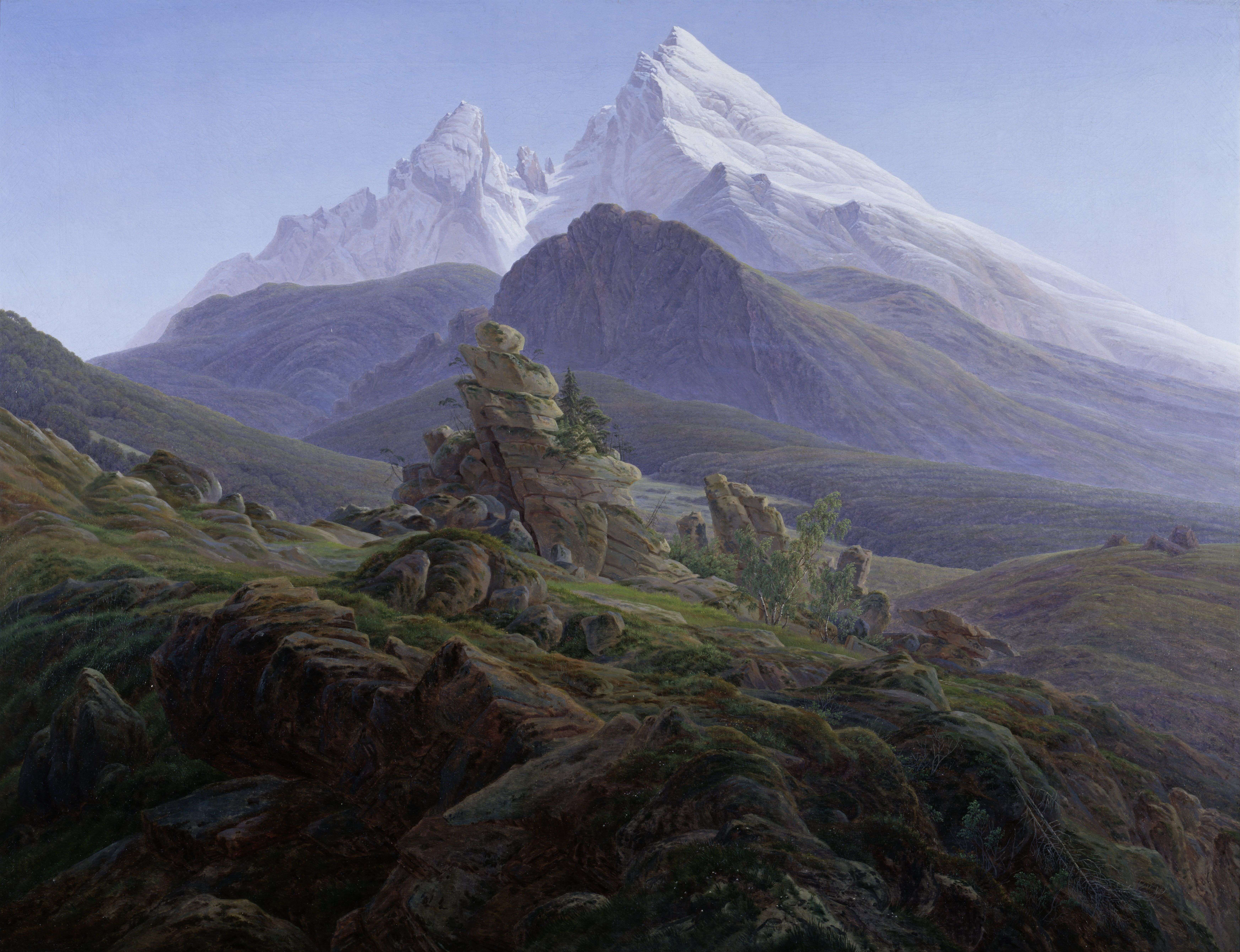
Der Watzmann von Caspar David Friedrich, um 1824–1825

Insbesondere im 19. Jahrhundert haben mehrere Maler wie August Leu, Johann Matthias Ranftl, Julius Lange, Heinrich Reinhold, Otto Schäffenacker und Ludwig Richter den Watzmann zum Motiv ihrer Bilder gemacht. Eines der bekanntesten Werke hierzu stammt von Caspar David Friedrich (Der Watzmann). Doch auch zeitgenössische Künstler setzen sich mit dem Berg auseinander, der zum werbeträchtigen Berchtesgadener Wahrzeichen geworden ist.

### Musik
Der Watzmann ruft ist der Titel des 1974 entstandenen Konzeptalbums (die Autoren nennen es „Rustical“, abgeleitet von Musical und rustikal) von Wolfgang Ambros, Manfred Tauchen und Joesi Prokopetz, das später zu einem Musical ausgearbeitet wurde.

## Marke und Logo
Der Watzmann ist Bestandteil des offiziellen Logos des Landkreises Berchtesgadener Land. Er ist auch das Logo des Zweckverbandes Bergerlebnis Berchtesgaden. Die Bergader Privatkäserei hat sich Watzmann 1968 als Wortmarke für ihre Produkte schützen lassen. Auch die Packungen der Berchtesgadener Land Milch ziert der Watzmann. Darüber hinaus haben noch zahlreiche andere Markenrechte am Watzmann.
Neben Unternehmen aus der Region verwenden den bekannten Berg als Symbol aber auch andere ohne jeden Bezug zum Berchtesgadener Land.